# Carol Arthur
Carol Arthur (Hackensack, Nueva Jersey; 4 de agosto de 1935-Los Ángeles, California; 1 de noviembre de 2020) fue una actriz estadounidense, principalmente reconocible por interpretar papeles secundarios en películas producidas por Mel Brooks. Ella es probablemente mejor recordada como la abierta maestra de la escuela de la ciudad Harriett Johnson ("¡Eres el idiota líder en el estado!"), En Brooks ' Blazing Saddles. También ha actuado como invitada en muchos programas de televisión desde mediados de la década de 1970 hasta mediados de la década de 2000, incluido The Dom DeLuise Show , Emergency., Sanford e hijo, Rhoda, Alice, Steven Spielberg 's Cuentos asombrosos, St. Elsewhere y cielo séptimo. A fines de la década de 1970, Arthur apareció como "Safety Sadie", la portavoz de la Comisión de Seguridad de Productos para el Consumidor de Estados Unidos (CPSC) en varios anuncios de servicio público de radio y televisión .

## Biografía
Carol Arthur nació como Carol Arata en Hackensack, Nueva Jersey, hija de Mildred (née Foehl) y Peter Arata, un oficial de policía. Conoció a su esposo Dom DeLuise en 1964, mientras trabajaba en varios teatros en Provincetown, Massachusetts, la pareja se casó en 1965, permanecieron casados hasta su muerte en 2009; juntos tienen tres hijos, Peter, Michael y David DeLuise, que también son actores. Falleció el 1 de noviembre de 2020 en Los Ángeles, California a los 85 años tras luchar durante 11 años contra el Alzhéimer.

## Filmografía
- The Godson (1998) como Mama Calzone.Drácula:
- Dead and Loving It (1995) como aldeano.
- Robin Hood: Men in Tights (1993) como aldeano.
- La película de TV Brady Bunch, "The Brady Girls Get Married" (1981) como Mrs. Logan.
- Hot Stuff (1979) como la esposa de Ernie.
- The World's Greatest Lover (1977) como mujer en la tienda de discos.
- Silent Movie (1976) como la mujer "increíblemente embarazada".
- The Sunshine Boys (1975) como Doris Green.
- Blazing Saddles (1974) como Harriett Johnson.
- Nuestro tiempo (1974) como profesora de gimnasia.
- Making It (1971) como la Sra. Warren